# Кельнський університет

Ке́льнський університе́т (нім. Universität zu Köln) — найбільший вищий навчальний заклад у Кельні, заснований в 1388 році. Кельнський університет посідає третє місце серед німецьких вузів за кількістю студентів (після Мюнхенського та Гагенського).

## Історія

### Старий університет

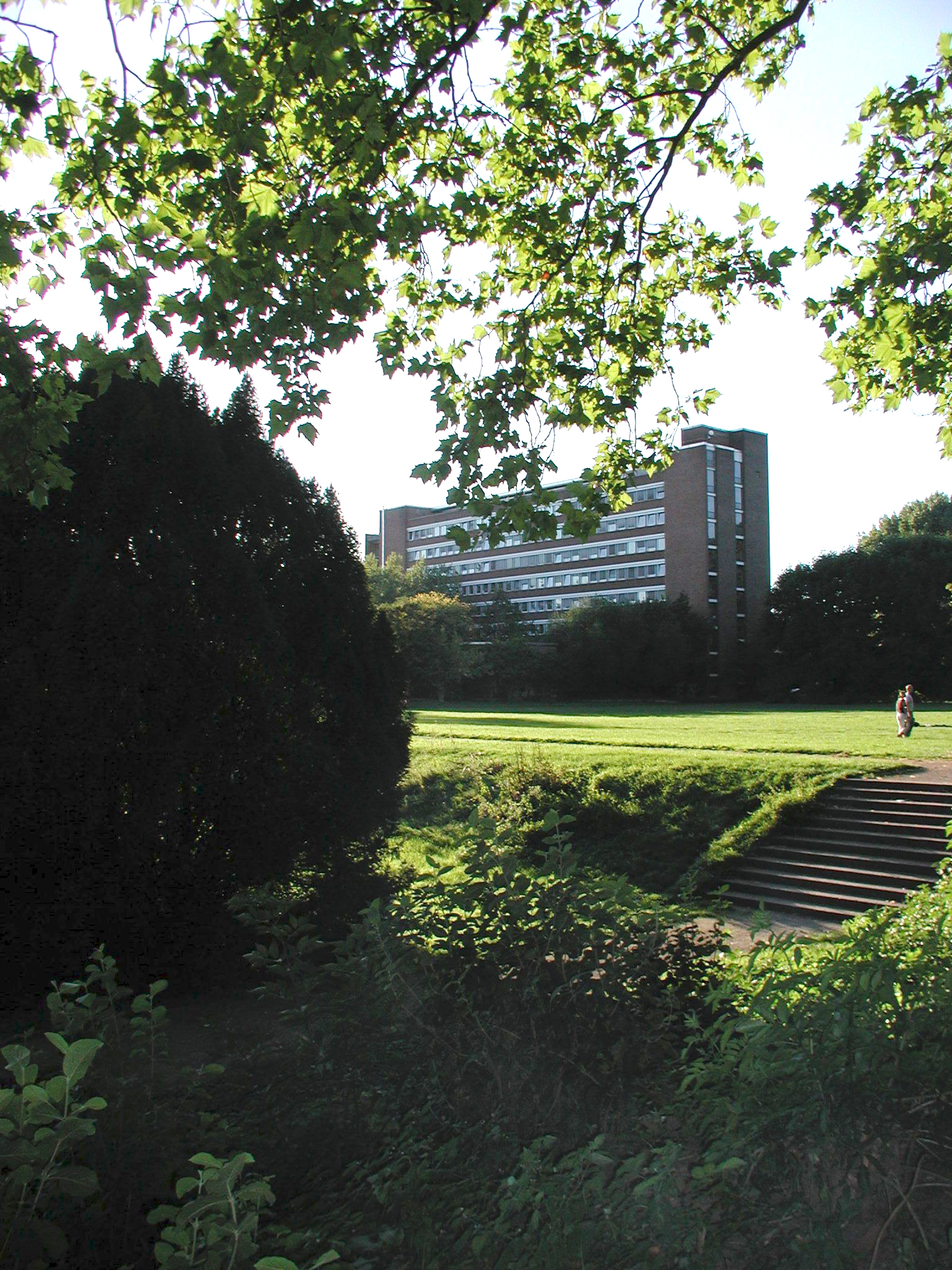
Кельнський університет

Кельнський університет було засновано 21 травня 1388 року. Він став четвертою вищою школою Священної Римської імперії після Карлового університету в Празі, Віденського та Гейдельберзького університетів. Свідоцтво про заснування було підписане Папою Римським Урбаном VI в Перуджі. Уже в січні 1389 року для перших семисот студентів розпочалися лекції.

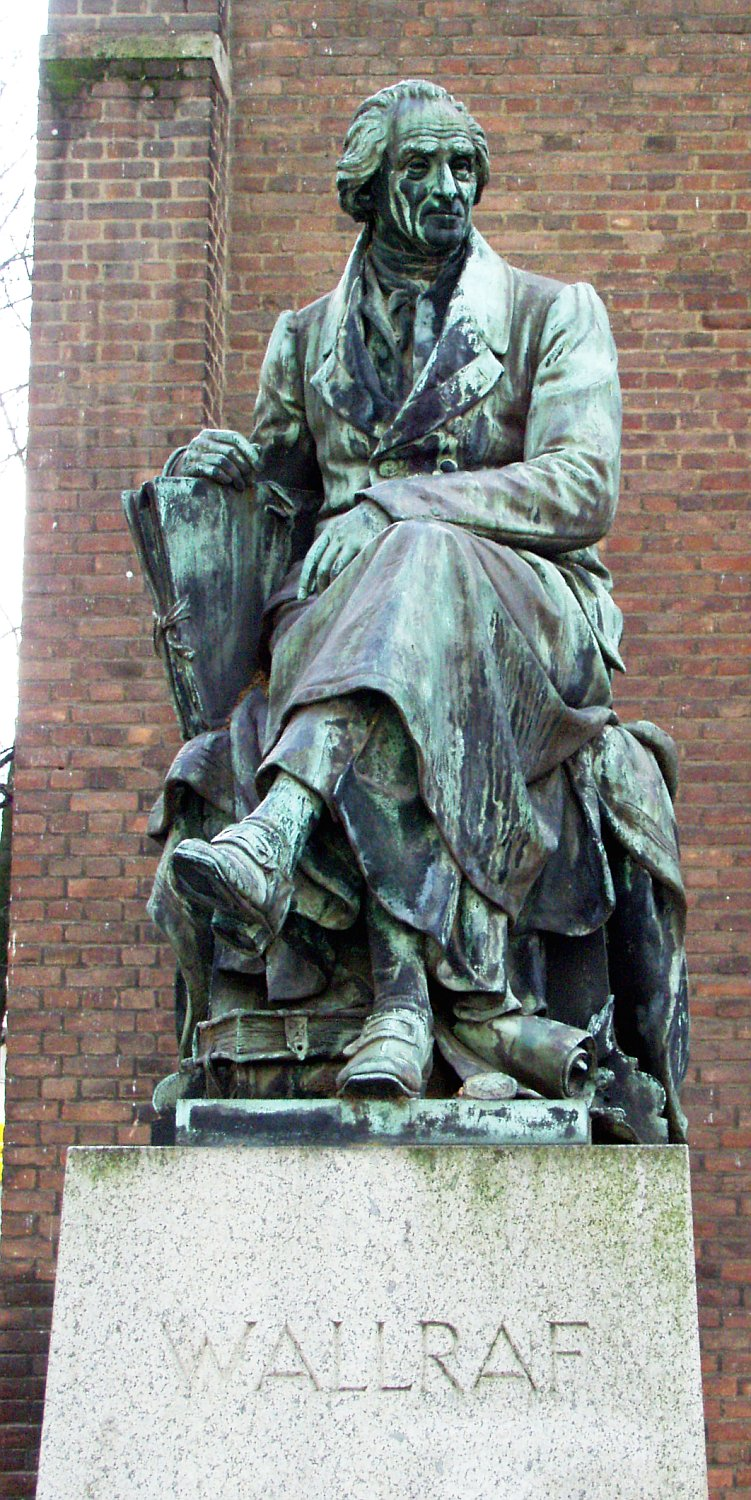
Пам'ятник Фердинанду Францу Вальрафу в Кельні

28 квітня 1798 року Кельнський університет було закрито, після того, як ректор Фердинанд Франц Вальраф і всі професори відмовилися принести присягу Першої французької республіці, пояснивши це необхідністю зберегти незалежність вузу. Проте, в 1799 році Вальраф присягнув Франції і був призначений викладачем так званої " Центральної школи ", спадкоємиці закритого університету. На цій посаді йому вдалося заховати від французів і таким чином врятувати безліч творів мистецтва. Велика частина його колекції знаходиться в музеї Вальрафа-Ріхарда.

### Новий університет
Протягом всього XIX століття спроби відновити закритий університет залишилися безуспішними. 29 травня 1919 року бургомістр Кельна Конрад Аденауер підписав постанову про відкриття нового університету. У жовтні 1929 року почалося будівництво головного корпусу на площі Альберта Великого.

## Університет сьогодні

### Організація
Університет складається з шести факультетів:
- Економіка і соціологія
- Медицина
- Право
- Філософія
- Математика та природничі науки
- Гуманітарні науки

У 2005 році у вузі навчалися більше п'яти тисяч іноземних студентів (близько 11 %). Більшість приїжджих студентів (нім. Bildungsausländer — людина, що одержала атестат зрілості поза Німеччиною) родом зі Східної Європи та Китаю.
Витрати університету склали понад 357 мільйонів євро в 2007 році.

## Персоналії

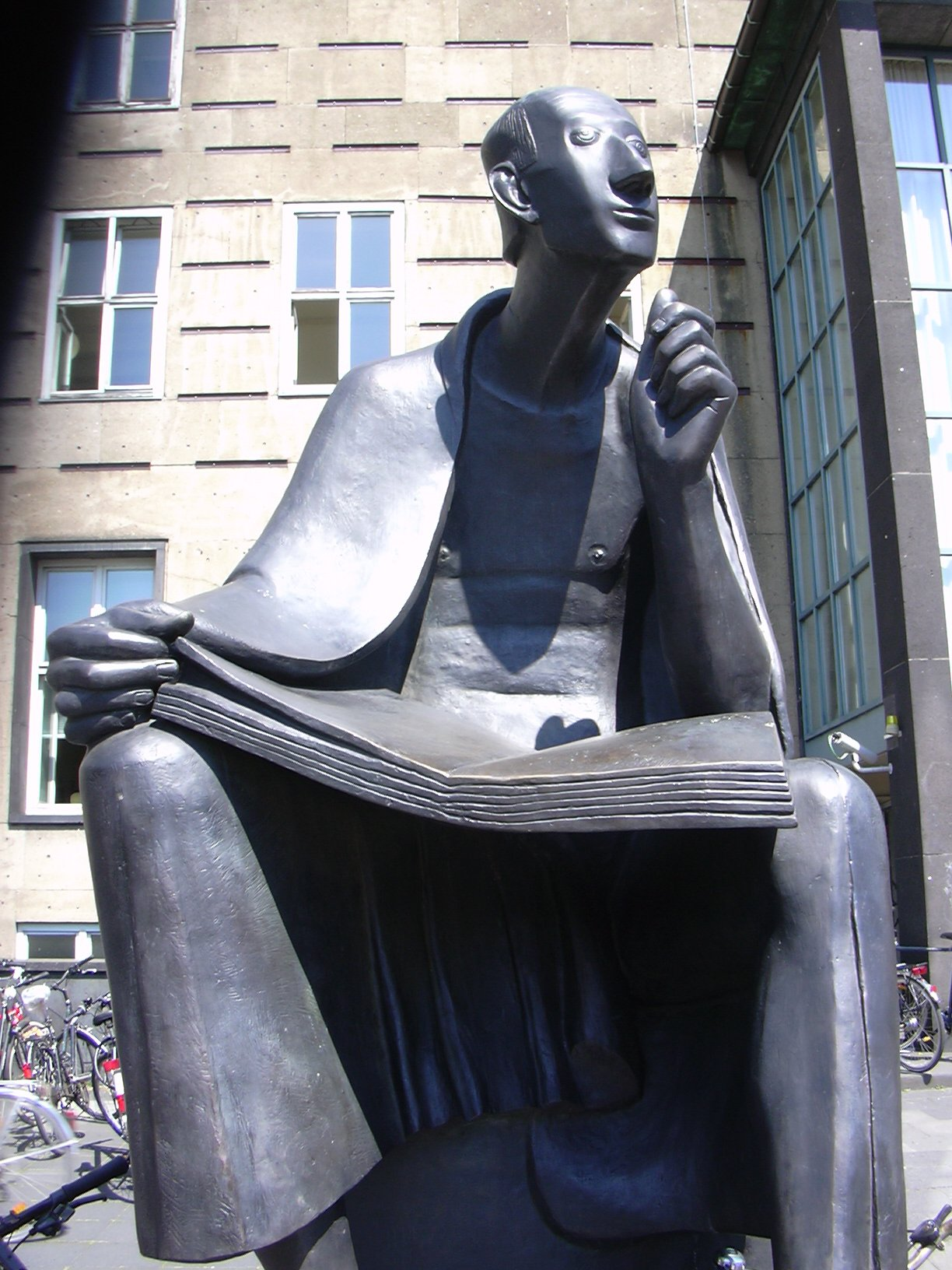
Пам'ятник Альберту Великому перед входом до головного корпусу університету

### Знамениті викладачі
- Курт Альдер — лауреат Нобелівської Премії з хімії в 1950 році
- Петер Грюнберг — лауреат Нобелівської Премії з фізики в 2007 році
- Макс Шелер
- Ганс Кельзен
- Вольфганг Казак
- Ортуїн Грацій
- Гельмут Плеснер
- Юрген Унтерманн
- Лео Шпітцер — філолог-романіст

### Знамениті випускники
- Петер Грюнберг
- Фріц Шрамма — бургомістр Кельна
- Каролос Папульяс — грецький президент[17]
- Генріх Белль Теодор
- Конрад Цельтіс
- Анна Зегерс
- Йоганн Екк
- Генріх фон Штакельберга
- Едвард Конзе
- Хесус Паділья Гальвес
- Мартін Гаспельмат
- Райнгольд Евальд
- Франк Гольчевскі — німецький і польський історик Східної Європи
- Лоренц Енгель — німецький медіа-дослідник
- Альберто Кампензе
- Юдіт Ессер Міттаг